# Модсли, Роберт
Роберт Джон Модсли (англ. Robert Maudsley; род. 26 июня 1953) — британский серийный убийца. На счету Роберта Модсли четыре убийства, три из которых он совершил в тюрьме, отбывая пожизненное заключение за первое убийство.

## Детство
Роберт родился в области Токстет, Ливерпуль, и был одним из двенадцати детей в семье. Большую часть своего детства он провёл в Назарет Хаус, приюте для детей, управляемом монахинями в Кросби, Ливерпуль. Родители посещали своих детей довольно часто, но всё равно были для них чужими. Когда Роберту было восемь лет, родители забрали его обратно домой, где он регулярно подвергался физическому насилию. Сам Роберт вспоминает: «Всё, что я помню из детства — это избиения. Однажды меня заперли в комнате на шесть месяцев и мой отец приходил только для того, чтоб избить меня. Это происходило 4-6 раз в день. Он бил меня палками или розгами. Когда-то он поломал винтовку 22-го калибра о мою спину». Избиения продолжались до тех пор, пока социальные службы не забрали Роберта от родителей. В конце 1960-х, будучи подростком, Роберт сбежал из дома и занимался проституцией в Лондоне, чтобы оплачивать свою наркозависимость. В итоге, после нескольких попыток самоубийства, он был вынужден обратиться за помощью к психиатру. Во время разговора с доктором Модсли заявил, что слышит голоса, которые говорят ему убить родителей. Насилие в детстве оставило на психике Роба глубокие шрамы. Его знаменитые слова: «Когда я убиваю, я думаю о моих родителях. Если бы я убил своих родителей в 1970, то ни одному из этих людей не пришлось бы умереть. Если бы я их убил, я был бы свободен и ничего в мире меня бы не заботило» — скорее всего, являются правдой, так как агрессия и злость, которую Роберт не выместил на своих родителях, он выместил позже на четверых своих жертвах.

## Убийства
Первое убийство Модсли совершил в 1974 году. Случилось так, что обычный работяга, у которого с Робертом были интимные дела, показал последнему фотографии, на которых были изображены дети. Эти дети были жертвами изнасилований. Возможно, вспоминая о прошлом, Роберт Модсли пришел в ярость, в результате чего этот рабочий был им задушен. Модсли заявлял, что в детстве он был изнасилован, что очень сильно повлияло на формирование его личности. Вскоре после первого убийства Роберт был арестован и приговорён к пожизненному лишению свободы. Его поместили в психиатрическую больницу для преступников Бродмор (Broadmoor Hospital), в которой, в своё время, отбывали наказание такие известные преступники как Иэн Брэйди и Грэм Янг. В 1977 году Модсли, с ещё одним заключённым, Дэвидом Чизмэном, взяли в заложники педофила. Закрывшись в камере, они издевались над своей жертвой около девяти часов, пока тот не умер.
Модсли был обвинён в предумышленном убийстве и переведён в тюрьму Вейкфилд (Wakefield Prison). Робу не понравилось новое место пребывания и он ясно давал понять, что хочет вернуться в Бродмор.
В один из вечеров 1978 года Модсли совершил ещё два убийства. Первой жертвой Роберта в тот день стал Слэйни Дарвуд (Slaney Darwood), отбывающий наказание за предумышленное убийство своей жены. Модсли пригласил Дарвуда в свою камеру, где задушил его и нанёс ему ножевые ранения. Спрятав тело под кровать, Модсли отправился искать новую жертву, но все заключённые отказывались идти к нему в камеру.
Модсли ходил по крылу, охотясь на вторую жертву. В конечном итоге он загнал в тупик и заколол до смерти заключённого по имени Билл Робертс. Модсли воткнул самодельный кинжал в голову Робертса и размозжил её о стену. После этого убийца спокойно вошёл в кабинет к офицеру и, положив кинжал на стол, сообщил, что сегодня перекличка будет на два имени короче.

## Одиночное заключение
После этих событий Модсли сочли слишком опасным, чтобы содержать вместе с другими преступниками. Ему была отведена одиночная камера, в которой он находится по сей день. 23 часа в сутки Роберт вынужден находиться в камере, один час в день отведён для пребывания на улице, под присмотром шестерых офицеров, которые следуют за ним, куда бы он ни пошёл. Родные Боба, не смотря на его преступления, отзываются о нём хорошо, заявляя, что он добрый, интеллигентный и весёлый человек. Одна из этих характеристик точно является правдой: интеллектуальный коэффициент Модсли значительно выше среднего. Он любит слушать классическую музыку, увлекается искусством и поэзией. Однажды Роберта отослали в тюрьму строгого режима Паркхерст на лечение. Как только он начал делать успехи в контролировании своей агрессии, его перевели обратно в тюрьму Вейкфилд, где он продолжил своё пребывание в одиночной камере. Также Роберта переводили в тюрьму Вудхилл (HMP Woodhill), откуда его вернули обратно в Вейкфилд, как только его состояние начало улучшаться. Брат Роберта, Пол, считает, что власти делали это специально: «Я могу сказать лишь то, что власти пытаются его сломать. Каждый раз, когда они видят, что он делает хоть какой-то прогресс, они портят всю проведённую работу. Он провёл некоторое время в тюрьме Вудхилл и неплохо там жил, даже играл в шахматы. У него был доступ к книгам, музыке и телевизору. Но они вернули его обратно в клетку в Вейкфилд. Его проблемы возникли, потому что в детстве его заперли в комнате. Всё, что делают власти, опять запирая его, это травмируют его ещё раз».
Модсли согласен со словами своего брата: «Всё, чего мне стоит ожидать в будущем, это ухудшения моего психологического состояния и, возможно, самоубийства. В любом случае, я думаю, что это именно то, на что надеются власти. Таким образом проблема Роберта Джона Модсли будет легко и быстро устранена». В одном из своих писем в The Times Модсли писал: «Почему мне нельзя иметь волнистого попугайчика вместо мух, тараканов и пауков, которые у меня есть сейчас? Я обещаю его любить и не есть». Также Роберт просил о смягчении его приговора, в виде возможности общаться с другими заключёнными: «Почему я не могу общаться с другими заключёнными хотя бы через окно?», при этом Модсли заявлял, что риск того, что он кого-то убьёт, существует только по отношению к преступникам, чьи преступления связаны с сексуальным насилием. Также Роберт просил о разрешении совершить самоубийство с помощью цианистого калия. Во всех просьбах ему отказали.
О своей одинокой жизни в тюрьме Модсли отзывается так: «Меня оставили гнить, жить как растение под лампой и деградировать; оставили наедине с людьми, у которых есть глаза, но они не видят, у которых есть уши, но они не слышат, у которых есть рты, но они не говорят. Моя жизнь в одиночном заключении — это один длинный период непрерывной депрессии».
Племянник Модсли, Гэвин, который регулярно посещает своего дядю в тюрьме, говорит, что в настоящее время Роберт выглядит вполне счастливым и смирился с перспективой никогда не выйти на свободу и умереть в тюрьме:
«Он живёт в своём маленьком мире. У него есть телевизор, музыка и его PlayStation 2. Его любимая игра это Call of Duty. Он говорит, что в реальном мире так много плохих людей, что он скорее предпочтёт быть один».
Сейчас Роберт Модсли находится в одиночном заключении на протяжении уже 45 лет. Он побил рекорд Альберта Вудфокса, который находился в одиночном заключении 43 года (самый длительный период одиночного заключения в мире).
Племянник Роба говорил своему дяде о том, что, возможно, он побьёт этот рекорд и что это будет единственный рекорд, который он когда-либо бил, Роберт в ответ только покачал головой и рассмеялся.